# Morrison Rocks
Die Morrison Rocks sind eine Gruppe von Felsvorsprüngen im westantarktischen Marie-Byrd-Land. In den Crary Mountains ragen sie entlang des Südhangs des Mount Frakes auf.
Der United States Geological Survey kartierte sie anhand eigener Vermessungen und Luftaufnahmen der United States Navy aus den Jahren von 1959 bis 1966. Das Advisory Committee on Antarctic Names benannte sie 1975 nach Paul W. Morrison, Hospital Corpsman auf der Amundsen-Scott-Südpolstation im Jahr 1974.